# Дзінтарс Расначс
Дзінтарс Расначс (латис. Dzintars Rasnačs) — латвійський політик, колишній Міністр юстиції Латвії (2016—2019). Він є членом партії «Національна асоціація» та депутатом 11-го Сейму (парламент Латвії). Він розпочав свій поточний термін у парламенті 17 жовтня 2011 року. Дзінтарс Расначс закінчив Латвійський університет.